# Rechte bolconoïde
De rechte bolconoïde is gerelateerd aan de Wig van Wallis, maar is gebouwd op een sfeer in plaats van op een cirkel.

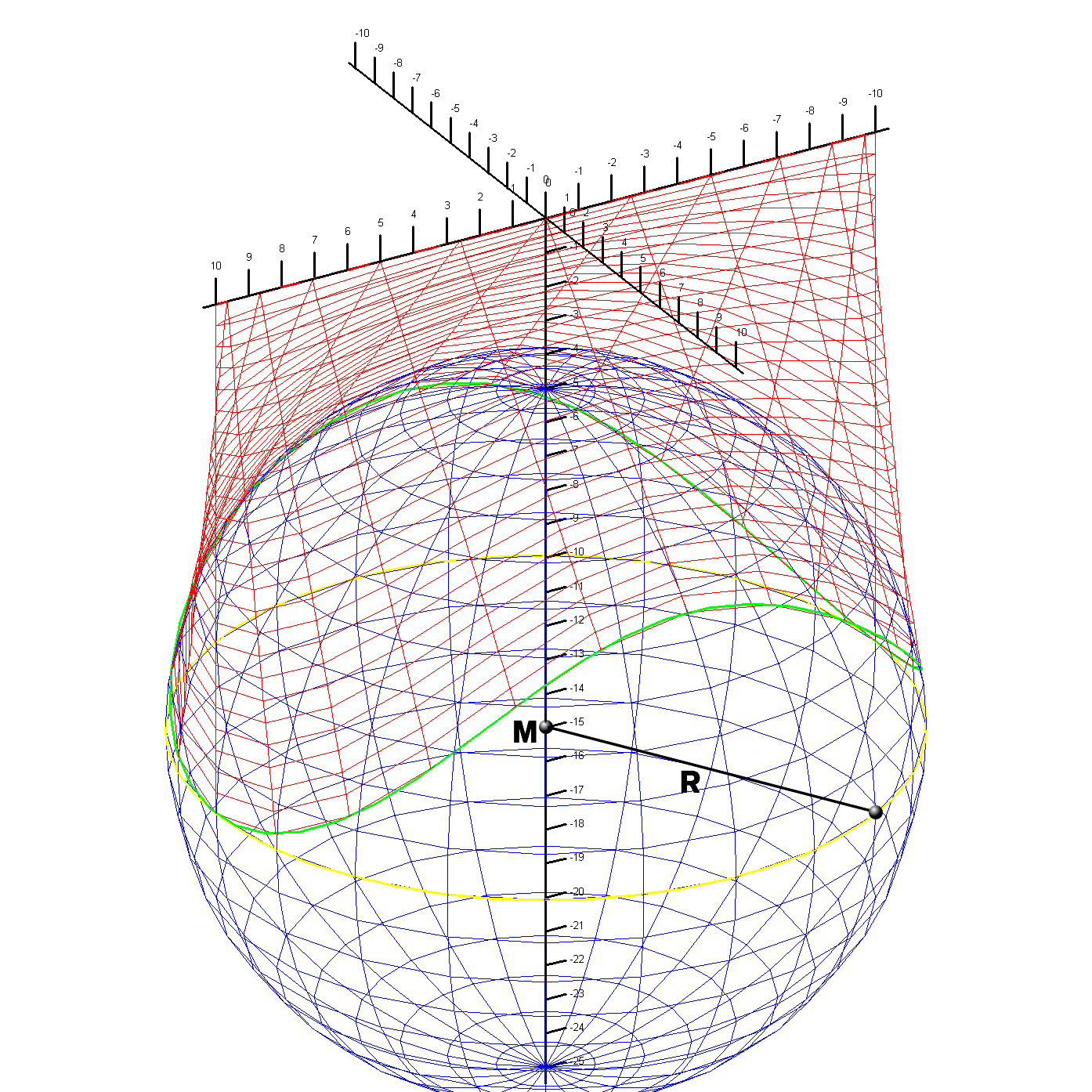
Het rode gedeelte is de rechte bolconoïde. De groene kromme is de doorsnijdingskromme van de sfeer en de rechte bolconoïde

Nemen we de sfeer met als middelpunt het punt M(0,0,a) en straal R als het richtoppervlak, het YZ-vlak als richtvlak en het lijnstuk tussen (-R,0,0) en (R,0,0) als het richtlijnstuk van het regeloppervlak,
dan kan de parametervergelijking van de rechte bolconoïde worden geschreven als:
{\displaystyle f(u,v)=[R\sin(u),{\frac {vR\cos(u){\sqrt {a^{2}-R^{2}\cos(u)^{2}}}}{a}},{\frac {v(a^{2}-R^{2}\cos(u)^{2})}{a}}]}
met u lopend van -π tot π en v lopend van 0 tot 1
De vergelijking van de doorsnijdingskromme van de sfeer en de rechte bolconoïde (de groene kromme dus),
kan worden verkregen door v constant te houden op waarde 1.